# Amesia sanguiflua

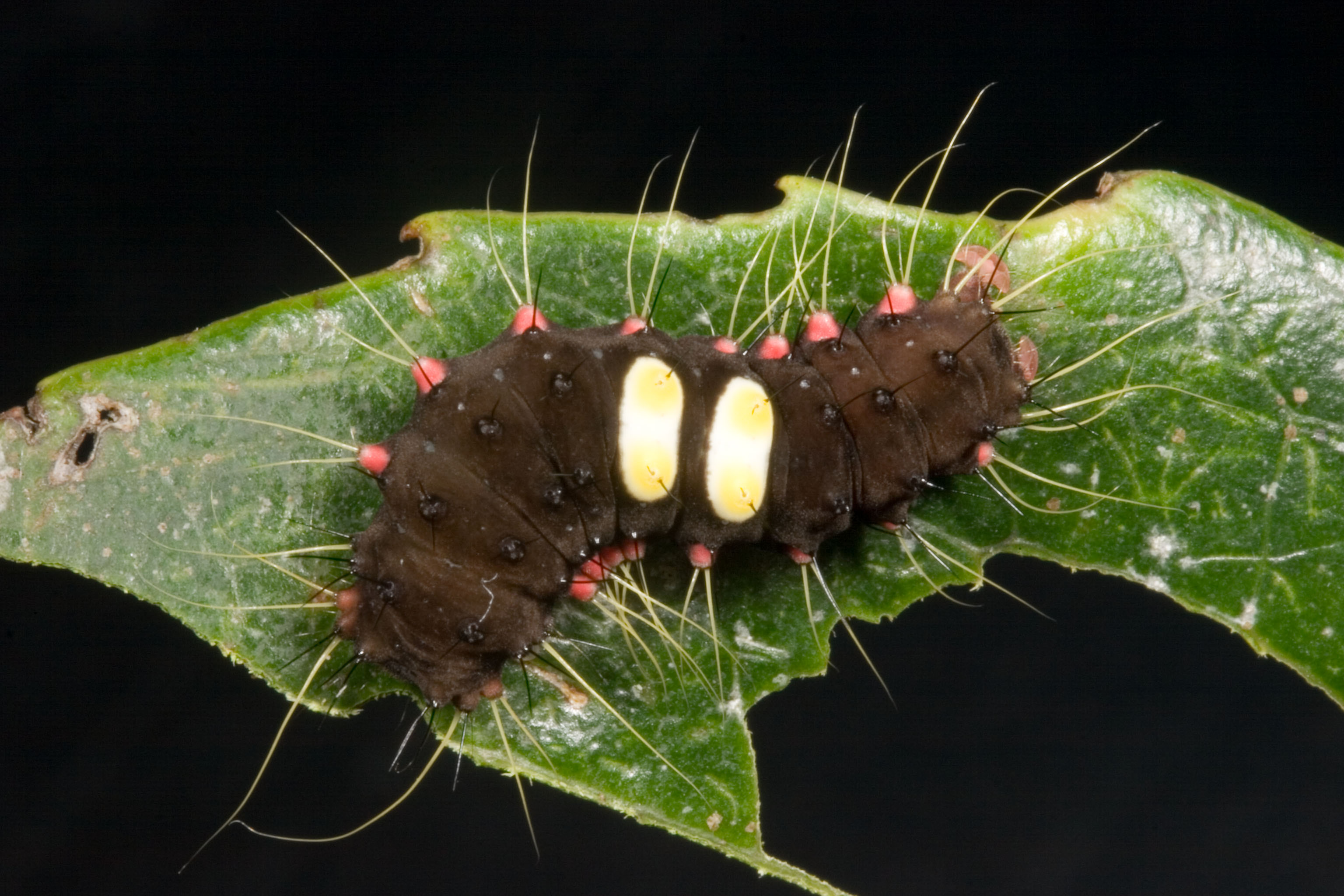
Raupe

Amesia sanguiflua ist ein in Asien vorkommender Schmetterling aus der Unterfamilie der Bärenspinner (Arctiinae).

## Merkmale

### Falter
Die Flügelspannweite der Falter beträgt ca. 80 Millimeter.  Bei beiden Geschlechtern ist die Basalregion auf der Vorderflügeloberseiten schwarz und mit gelben Flecken versehen. Die übrige Vorderflügeloberseite bis zum Saum ist violett schwarz gefärbt und mit weißen Flecken durchzogen. Die Basalregion der Hinterflügeloberseite ist schwarz und setzt sich bis zum Randbereich mit einem breiten blauen Band fort, aus dem sich eine Reihe weißer Flecke abhebt. Über die bläulichen Flügelunterseiten erstreckt sich eine aus kleinen weißen Flecken bestehende Zeichnung. Die Fühler sind ebenfalls bläulich.

### Raupe
Ausgewachsene Raupen haben eine dunkelbraune Grundfärbung. Auffällig heben sich vom Rücken in der Körpermitte zwei große, weißlich gelbe, elliptische, quer angelegte Flecke ab. Aus den rosafarbenen seitlichen Punktwarzen ragen weißliche bis gelbliche Haare. 

## Vorkommen und Unterarten
Die Nominatform Amesia sanguiflua sanguiflua kommt in Indien, Myanmar, Malaysia, Teilen Indonesiens, im Südosten Chinas sowie in Thailand vor. Außerdem sind folgende Unterarten bekannt:
- Amesia sanguiflua lugens auf Sumatra
- Amesia sanguiflua gedeana auf Java
- Amesia sanguiflua viriditincta auf Taiwan

## Taxonomie
Dru Drury beschrieb die Art 1773 als Phalaena sanguiflua. Als Fundort wurde Surinam angegeben, was offensichtlich auf einer Verwechselung beruht, da die Art in Südamerika nicht vorkommt. Das Erbgut wurde von chinesischen Wissenschaftlern entschlüsselt.

## Lebensweise
Die tagaktiven Falter fliegen in mehreren Generationen über das Jahr verteilt. Die Raupen ernähren sich von den Blättern von Silberbaumgewächsen (Proteaceae). Details zur Lebensweise müssen noch erforscht werden. 